# Aphrastura masafuerae
Aphrastura masafuerae е вид птица от семейство Furnariidae. Видът е критично застрашен от изчезване.

## Разпространение
Видът е разпространен в Чили.